# Michael Caine
Sir Michael Caine, rojen Maurice Joseph Micklewhite, angleški igralec in avtor, * 14. marec 1933.
Znan je po svojem značilnem cockneyskem naglasu. Pojavil se je v več kot 100 filmih in velja za enega najboljših igralcev vseh časov v Angliji in nasploh.
Njegov preboj med zvezde se je začel v 60. letih dvajsetega stoletja. Igral je v mnogih odličnih filmih, kot so Zulu (1964), The Ipcress File (1965), Alfie (1966), Italijanska misija (1969) in Bitka za Britanijo (1969). Njegove najbolj znane vloge v 70-ih pa so Ujemite Carterja (1971), Mož, ki bo kralj (1975) in Arnhemski most (1978). Uspešen je bil tudi v 80ih, za film Hanna in njeni sestri je leta 1986 dobil tudi oskarja. Leta 1999 je dobil drugega oskarja, znan pa je tudi po vlogi Alfreda v trilogiji o Batmanu. Caine je poleg Jacka Nicholsona edini igralec, ki je bil nominiran za oskarja pet desetletij zapored.
Caine je za 2013 napovedal upokojitev, a si je premislil, saj si želi še enega oskarja. A pravi, da se bo čez deset let zagotovo upokojil.

## Zgodnje življenje
Michael Caine se je rodil v bolnišnici svete Olave v Rotherhithu v Bermondseyu. Njegova mati, Ellen Frances Marie (1900–1989) je bila kuharica, njegov oče Maurice Joseph Micklewhite pa je bil delavec na ribji tržnici. Caine je bil vzgojen v protetantskem duhu, tako kot njegova mati, oče pa je bil katolik.
Caine je imel tudi pol-brata po materini strani, Davida Williama Burchella (1925–1992) in brata Stanleya Micklewihita (1936–2013). Michael je odraščal v Southwarku v južnem Londonu, med 2. svetovno vojno pa je bil evakuiran v North Runcton blizu Norfolka.

## Kariera

### 1950.
Cainova igralska kariera se je začela pri njegovih 20 letih v Horshamu v Sussexu, kjer je pomagal na odru in imel nekaj manjših vlog. Svojih prvih 9 let kariere je opisal kot zelo brutalna leta.
Ko ga je iskanje vlog pripeljalo v London, je s pomočjo agenta dobil nekaj manjših vlog, njegov idol pa je bil Humphrey Bogart. V Lindsay Anderson je zaigral s Petrom O'Toolom.
Prva filmska vloga je prišla leta 1954 v filmu Platoon Georgea Bakerja.

### 1960
Preboj je prišel z igro Naslednjič bom pel tebi. Ko so se preselili v Piccadilly so odkrili Cainov taelnt in ga povabili k snemanju filma Zulu, ki mu je odprl vrata v filmski svet. Snemanje Zuluja v Natalu v Južni Afriki je trajalo 14 tednov. Po prihodu v Anglijo, ko je Caine postal zvezda je dobil mnogo novih, odličnih vlog: Alfie, Ipcress file, Gambit …

## Zasebno življenje
Caine živi v Leatherhaedu v Surreyju. Poročen je bil z igralko Patricio Hines, sedaj pa je poročen z Shakiro Caine.